# ANEC III
El ANEC III fue un avión británico de pasajeros y de correos de seis asientos de la década de 1920, construido por Air Navigation and Engineering Company Limited en Addlestone, Surrey.

## Diseño y desarrollo
A raíz de un pedido por un transporte de pasajeros y de correo para la empresa australiana Larkin Aircraft Supply Company Limited, se encargó un avión monoplano diseñado por George H. Handasyde, conocido como Handasyde H.2. Handasyde, al no tener fábrica propia, contrató a Air Navigation and Engineering para construir el avión en su nombre. Larkin decidió que el monoplano H.2 no podía operar en el calor de Australia y transfirió el contrato para el suministro de un nuevo avión a ANEC. Se construyeron tres aviones ANEC III. El nuevo diseño era un biplano de envergadura desigual con un motor Rolls-Royce Eagle IX. El piloto se sentaba en una cabina abierta encima del compartimento del correo, con espacio para seis pasajeros o carga dentro del fuselaje.
El primer avión voló en Brooklands el 23 de marzo de 1926, con la matrícula australiana G-AUEZ. Los tres aviones fueron embalados y enviados a Australia y fueron operados por la filial operativa de Larkin, Australian Aerial Services. Los aviones fueron bautizados Diamond Bird, Satin Bird y Love Bird. Los tres aviones prestaron excelentes servicios durante varios años y realizaron varios vuelos importantes en el interior de Australia. Matriculado por primera vez el 21 de mayo de 1927, el Satin Bird fue utilizado por el rico propietario de ovejas William Oliver y su grupo para recorrer el centro de Australia ese mismo año, deteniéndose en Oodnadatta, Alice Springs, Farina, Maree, Charlotte Waters y Simpsons Gap. El Satin Bird se estrelló en Hay el 27 de diciembre de 1927 y permaneció inactivo hasta 1929, cuando fue dado de baja oficialmente del registro de aeronaves.
En 1928, los dos aviones restantes fueron retirados del servicio. Ambos aviones fueron reconstruidos como de 11 plazas (dos pilotos más nueve pasajeros, o el peso equivalente de combustible y carga) con un fuselaje alargado y un más potente motor Armstrong Siddeley Jaguar de 14 cilindros y 362 kW (485 hp). El avión remotorizado tenía un alcance operativo de unos 700 km a 140 km/h.
Los aviones convertidos fueron conocidos como Lasco Lascowl. Ambos aviones, que aún conservaban sus nombres originales Diamond Bird y Love Bird, fueron fletados para realizar una expedición de reconocimiento aéreo dirigida por el explorador australiano Donald Mackay. La expedición partió el 23 de mayo de 1930 para realizar un reconocimiento del centro de Australia de 170 000 km². Ambos aviones regresaron a Melbourne en julio de 1930 sin ningún contratiempo, habiendo volado cada uno más de 300 horas.
Posteriormente, los dos aviones se utilizaron en un servicio entre Melbourne y Sydney. El Love Bird se estrelló el 14 de julio de 1931 en Temora y fue destruido en el incendio que se produjo. El último avión, Diamond Bird, fue retirado en junio de 1932 y posteriormente desguazado.

## Variantes
ANEC III
Biplano de transporte de pasajeros y correo, tres construidos.
Lasco Lascowl
Versión alargada y remotorizada, dos conversiones.

## Operadores
Australia
- Australian Aerial Services

## Especificaciones
Referencia datos: Les Ailes, April 1926.

### Características generales
- Tripulación: Uno (piloto)
- Capacidad: Seis pasajeros
- Longitud: 13,7 m (45 ft)
- Envergadura: 18,3 m (60 ft) (superior); 15,86 m (inferior)
- Altura: 3,9 m (12,8 ft)
- Superficie alar: 68,1 m² (732,8 ft²)
- Peso vacío: 1572 kg (3464,7 lb)
- Peso cargado: 2536 kg (5589,3 lb)
- Planta motriz: 1× motor lineal V12 refrigerado por agua Rolls-Royce Eagle IX.
  - Potencia: 280 kW (386 HP; 381 CV)
- Hélices: Bipala de paso fijo
- Capacidad de combustible: 410 L

### Rendimiento
- Velocidad máxima operativa (Vno): 169 km/h (105 MPH; 91 kt)
- Velocidad crucero (Vc): 145 km/h (90 MPH; 78 kt) a 915 m (3000 pies)
- Velocidad de entrada en pérdida (Vs): 79 km/h (49 MPH; 43 kt) (velocidad mínima)
- Techo de vuelo: 4422 m (14 508 ft)
- Tiempo a altitud: 5,25 min para 915 m (3000 pies)

## Aeronaves relacionadas

### Secuencias de designación
- Secuencia Romana (interna de ANEC): ANEC I - ANEC II - ANEC III - ANEC IV